# Pedrera dels Ocells
La Pedrera dels Ocells al municipi de Barcelona és un mirador ubicat a la serra de Collserola vora el Puig d'Olorda i l'ermita de Santa Creu d'Olorda.
Constituïda pel sot d'una antiga mina i pedrera de pissarres negres, a principi dels anys 90 la Corporació Metropolitana de Barcelona va restaurar-la com a auditori i espai de joc. Però es va haver de tancar en descobrir-se que el talús de la pedrera era inestable (de fet, al cap d'uns mesos d'estar tancada al públic, hi va haver un esllavissament important). Posteriorment es va recuperar com a zona humida per a l'observació dels ocells de la zona, però sense que el públic pugui entrar al recinte de la pedrera.